# Кёрлинг на колясках

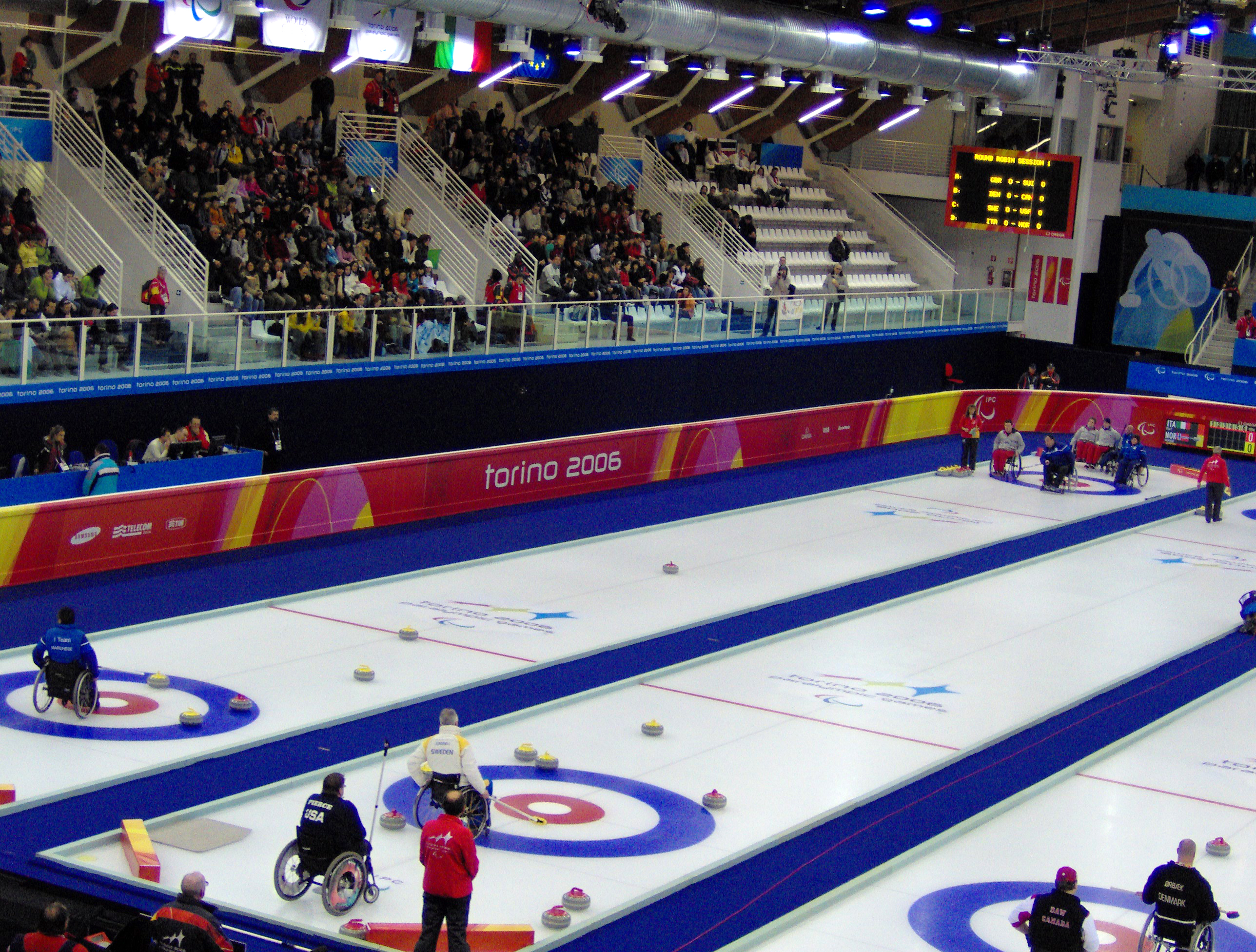
Кёрлинг на колясках на Паралимпийских играх в Турине в 2006 году

Кёрлинг на колясках — адаптация кёрлинга для людей на колясках. Развитием и управлением этого вида спорта занимается Всемирная федерация кёрлинга. Его дебют в официальной программе зимних Паралимпийских игр состоялся в 2006 году в Турине. Первый чемпионат мира по кёрлингу на колясках прошел в Швейцарии в 2002 году.

## Правила кёрлинга на колясках
В соревнованиях по кёрлингу на колясках принимают участие команды, в состав которых могут входить одновременно и мужчины, и женщины. Цель игры — попасть пущенным по льду камнем как можно ближе к центру вычерченной мишени, называемой «домом».
Игра состоит из восьми «эндов». Две команды по четыре человека поочередно пускают по льду по восемь камней, то есть по два камня каждый участник. Камень должен быть пущен таким образом, чтобы при его движении по направлению к «дому» коляска спортсмена была неподвижна.
Больше очков получает команда, чьи камни находятся ближе к центру «дома». Подсчет очков производится после 8 «эндов».
Камень для игры весит около 19,1 кг. К каждому камню приделана ручка.